# Tops in Science Fiction
Tops in Science Fiction — бульварный научно-фантастический журнал, появившийся в 1953 году. Издательство Love Romances Publishing размещало в нём произведения, ранее публиковавшиеся в журнале Planet Stories. Журнал не пользовался успехом у читателей: было издано всего два номера. Хотя в нём не публиковалось оригинальных литературных произведений, на страницах журнала можно было встретить оригинальные иллюстрации, в том числе некоторые из ранних работ Келли Фриса. В середине 1950 годов появилось британское издание.

## История публикаций
Начало 1950-х годов было важным периодом в истории публикаций научной фантастики в США. В начале 1949 года почти все основные научно-фантастические журналы выходили в формате, характерном для бульварных журналов; к концу 1955 года большинство из них либо закрылись, либо перешли на формат дайджестов. Несмотря на быстрое сокращение рынка бульварной литературы, в эти годы появилось несколько новых научно-фантастических журналов в бульварном формате, одним из которых был Tops in Science Fiction. В издательстве Love Romances Inc. также выходил журнал Planet Stories, и Малкольм Рейсс, шеф-редактор Planet, решил воспользоваться архивом историй и иллюстраций, накопившимся за 14 лет публикации Planet. Возможно, его вдохновил пример журнала Fantastic Story Magazine, который издавался Standard Magazines для повторной публикации обширных архивов научной фантастики. Если это было так, то он, очевидно, не знал, что к 1953 году дела у Fantastic Story в финансовом отношении шли не так хорошо.
Первый номер журнала вышел весной 1953 года, его редактором был Джек О’Салливан. Обложка Александра Лейденфроста была перепечатана из выпуска Planet Stories 1942 года. Повторно опубликованные литературные произведения включали в себя «Чёрного монаха пламени» Айзека Азимова и «Каникулы на Марсе» («Пикник на миллион лет») Рея Брэдбери — первый из рассказов цикла «Марсианские хроники». Среди иллюстраций были ранние работы Келли Фриса. Первый номер имел довольно скромный успех, и по совету своего дистрибьютора, рассказавшего Малкольму Рейссу, что у них возникли проблемы с распространением журнала, Рейсс решил во втором выпуске перейти на формат дайджеста. В те годы дайджесты становились более популярными, чем бульварные журналы, которые всего за пару лет почти полностью исчезли с рынка. Второй номер журнала вышел осенью 1953 года, на нарисованной Фрисом обложке была «Лорелея красной мглы» Брэдбери и Ли Брэкетт. Наряду с обложкой Фрис также проиллюстрировал этот рассказ, и позже говорил, что был доволен результатами, но чувствовал, что «позднее так и не смог повторить собственный успех. Очевидно, это проклятие». Некоторые из иллюстраций нарисовал Эд Эмшвиллер, авторами литературных произведений были Фредерик Браун и Гораций Голд. Однако этот номер также получил ограниченное распространение, и Рейсс решил завершить выпуск журнала.

## Библиографические данные
Два номера Tops in Science Fiction были датированы весной и осенью 1953 года; первый вышел в бульварном формате, а второй — в формате дайджеста. Оба номера объединены в один том. Издателем было Love Romances Publishing, расположенное в Стамфорде, штат Коннектикут. Стоимость журнала составляла 25 центов за выпуск в бульварном формате и 35 центов за выпуск в формате дайджеста. Оба номера были объёмом 128 страниц. Редактором первого номера был Джек О’Салливан; второго — Малкольм Рейсс.
Издательство Top Fiction Ltd выпустило британское издание в виде трёх 128-страничных номеров в формате дайджестов. Они были выпущены осенью 1954 года, зимой 1955 года и летом 1956 года, хотя ни на одном из выпусков не стояла дата. В первых двух были перепечатаны произведения из первого американского номера, в третьем — материалы из второго американского номера. Каждый британский номер стоил шиллинг и шесть пенсов.